# رزالیند کش
رُزالیند کش (انگلیسی: Rosalind Cash; ۳۱ دسامبر ۱۹۳۸ – ۳۱ اکتبر ۱۹۹۵) هنرپیشه اهل ایالات متحده آمریکا بود. وی بین سال‌های ۱۹۷۱ تا ۱۹۹۵ میلادی فعالیت می‌کرد.
او در فیلم اشتباه درست است بازی کرده است.